# Хроника Холодной войны (1986 год)
Хронология Холодной войны
- 1943
- 1944
- 1945
- 1946
- 1947
- 1948
- 1949
- 1950
- 1951
- 1952
- 1953
- 1954
- 1955
- 1956
- 1957
- 1958
- 1959
- 1960
- 1961
- 1962
- 1963
- 1964
- 1965
- 1966
- 1967
- 1968
- 1969
- 1970
- 1971
- 1972
- 1973
- 1974
- 1975
- 1976
- 1977
- 1978
- 1979
- 1980
- 1981
- 1982
- 1983
- 1984
- 1985
- 1986
- 1987
- 1988
- 1989
- 1990
- 1991

- 13 января: Начало гражданской войны в Южном Йемене.
- 13 февраля: Франция начинает операцию «Эпервье» («Ястреб-перепелятник»), чтобы отразить ливийское вторжение в Чад.
- 25 февраля: На Филиппинах происходит революция народной власти, свергнувшая президента Фердинанда Маркоса. Первая женщина-президент Филиппин, Корасон Акино, была назначена президентом.
- 15 апреля: Американские самолёты бомбят Ливию в рамках операции «Каньон Эльдорадо».
- 26 апреля: Чернобыльская катастрофа: взрыв советской атомной электростанции на Украине, что привело к самой масштабной аварии на атомной электростанции в истории.
- 22 июля: Начинается Суринамская гражданская война.
- 11—12 октября: Саммит в Рейкьявике: дипломатический прорыв в сфере контроля над ядерными вооружениями.
- 3 ноября: Дело «Иран — контрас»: администрация Рейгана публично объявляет, что продаёт оружие Ирану в обмен на заложников и незаконно переводит прибыль повстанцам контрас в Никарагуа.